# Jessalyn Gilsig
Jessalyn Gilsig est une actrice canado-américaine née le 30 novembre 1971 à Montréal (Québec).
Elle est principalement connue à la télévision. Elle débute dans la série dramatique Boston Public (2000-2002), puis, elle se fait connaître grâce à la série Nip/Tuck (2003-2008), tout en multipliant les rôles d'invitée dans divers shows : Prison Break (2005), Heroes (2006-2008) ou encore Friday Night Lights (2007-2008). 
De 2009 à 2015, elle accède à la notoriété grâce à son rôle de Terri Schuester dans la série télévisée musicale Glee. Dans le même temps, elle rejoint la distribution principale des premières saisons de la série historique Vikings (2013-2015) avant d'intervenir dans les dernières de Scandal (2017-2018).

## Biographie

### Jeunesse et formation
Jessalyn Sarah Gilsig, née le 30 novembre 1971 à Montréal, au Québec, est la fille de Claire, écrivain et traductrice, et de Toby Gilsig, un ingénieur. Jessalyn Gilsig joue depuis l'âge de douze ans. Elle est diplômée de l'université Harvard et de l'université McGill de Montréal.

### Débuts télévisuels remarqués
En 1995, elle part pour New York où elle joue dans de nombreuses pièces  Off-Broadway. Côté télévision, dès ses débuts, elle fait ses armes en apparaissant dans de nombreuses séries télévisées, comme Viper, Sept jours pour agir, The Practice : Bobby Donnell et Associés, The Sentinel... En 1998, elle joue un rôle dans le long métrage acclamé L'Homme qui murmurait à l'oreille des chevaux avec Robert Redford.
Mais c'est finalement grâce à David E. Kelley que sa carrière va prendre un tournant : Fin 1999, elle s'apprête à remplacer Paula Marshall pour une série télévisée en développement intitulée Snoops, mais le show est annulé avant même de bénéficier d'une diffusion et c'est ainsi que Kelley lui donne un rôle dans sa prochaine création : Boston Public. Elle y incarne l'un des rôles principaux de 2000 à 2002 et se fait connaître.

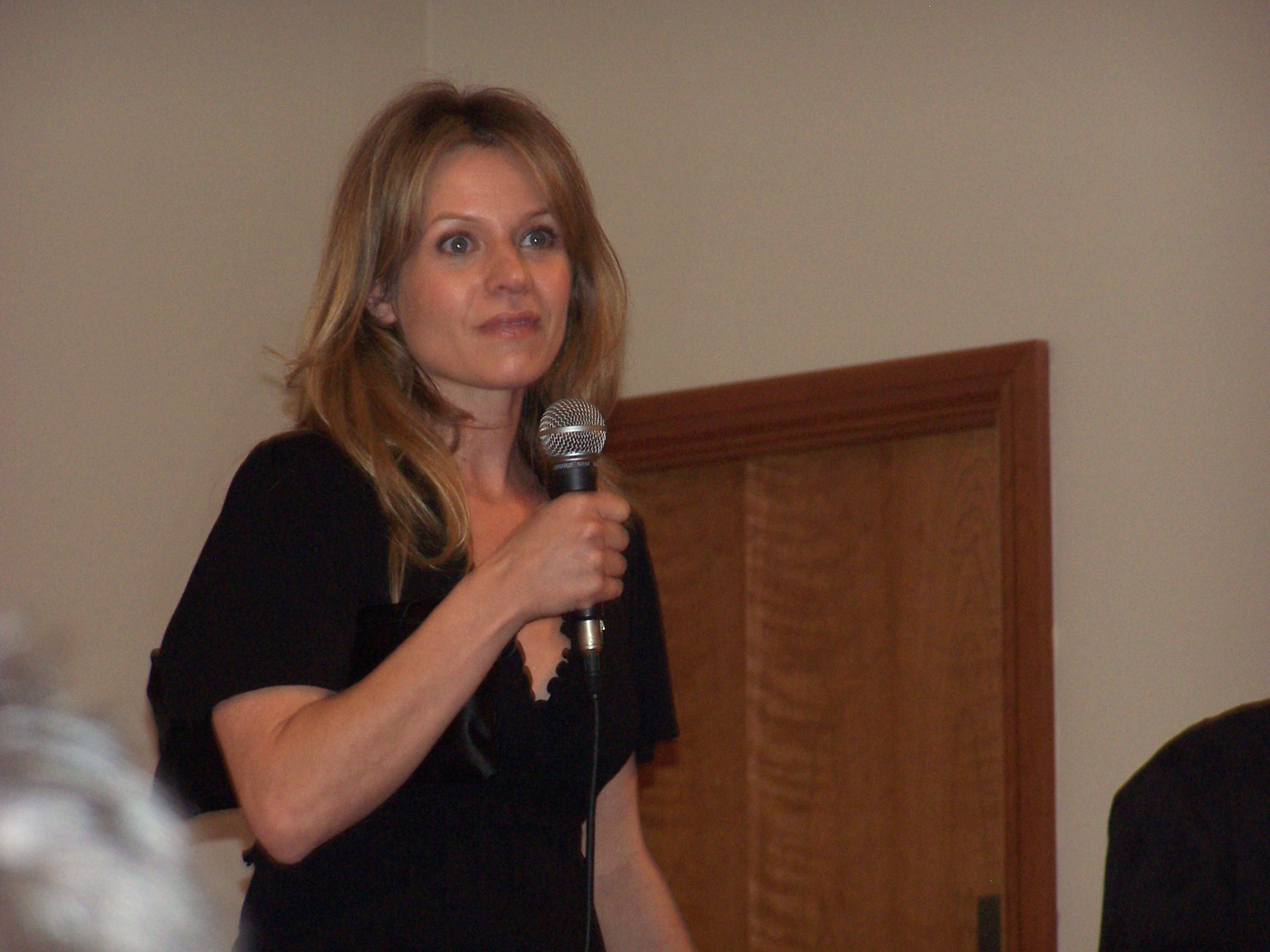
En 2008.

En 2003, elle obtient le rôle qui la révèle au grand public, celui de Gina Russo dans la série télévisée médicale et dramatique Nip/Tuck de Ryan Murphy se confrontant au duo Julian McMahon et Dylan Walsh. Un rôle qu'elle tiendra jusqu'à la mort de son personnage en 2008. Elle intervient également dans diverses séries télévisées à succès, le temps de quelques épisodes, comme dans la série judiciaire New York Police Blues, s'ensuit Prison Break dans laquelle elle interprète Lisa Rix pour cinq épisodes de la première saison, puis, un épisode de la série New York, police judiciaire. 
Parallèlement, elle est l'une des vedettes du film catastrophe britannique La Grande Inondation et elle porte aussi le téléfilm canadien Danger en altitude. Elle joue aussi le rôle récurrent de la mère biologique de Claire Bennet (incarnée par Hayden Panettiere) dans la série fantastique Heroes et enchaîne avec la comique Friday Night Lights.
En 2008, elle joue dans le film d'horreur Le Bal de l'horreur aux côtés de Brittany Snow, Johnathon Schaech, Dana Davis (que l'on retrouve aussi dans la série Heroes), Jessica Stroup, Kelly Blatz et Linden Ashby. Cette même année, elle apparaît dans trois épisodes des Experts : Manhattan ainsi que deux épisodes de la mini série d'espionnage XIII : La Conspiration.

### Rôles réguliers et télévision

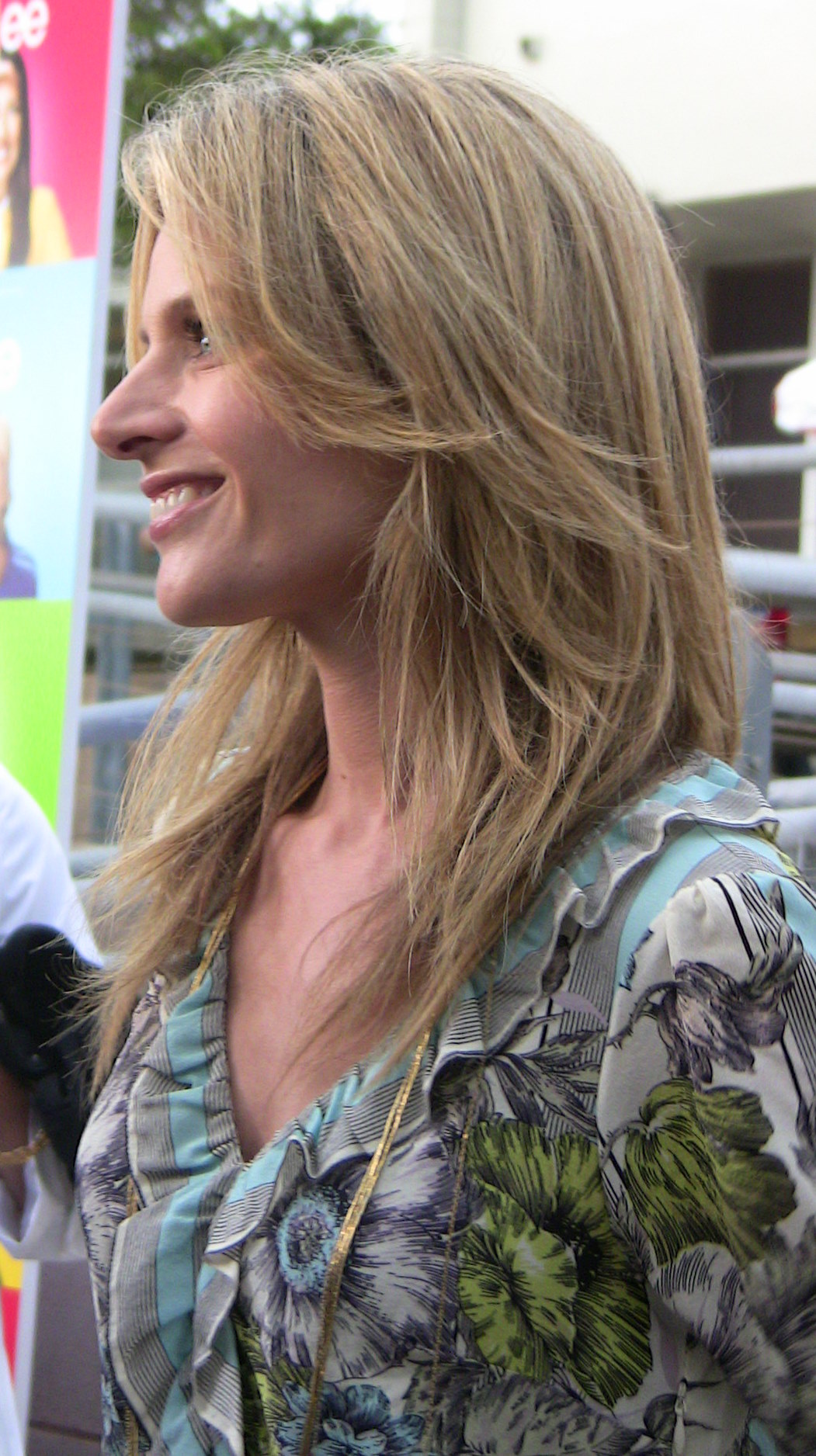
Jessalyn Gilsig, lors de la soirée de présentation de la série télévisée Glee, en 2009.

En 2009, elle joue un second rôle dans le thriller Le Beau-père, porté par son ancien partenaire de Nip/Tuck, Dylan Walsh. 
Mais c'est bien à la télévision qu'elle confirme et accroît sa notoriété grâce au rôle de Terri Schuester, qu'elle incarne dans la série musicale de la FOX, Glee, de 2009 à 2015. La série remporte un vif succès international et est également saluée par la critique. Elle reçoit notamment la prestigieuse statuette du Golden Globe de la meilleure série télévisée musicale ou comique. Jessalyn ainsi que l'ensemble du casting principal repart avec le Screen Actors Guild Award de la meilleure distribution pour une série télévisée comique. 
Entretemps, elle est en 2012, l'une des vedettes du téléfilm d'aventures La Guerre des cookies aux côtés de Bailee Madison, Ty Olsson et Patricia Richardson.
En 2013, sa production, la comédie dramatique Somewhere Slow avec David Costabile et Robert Forster, dans laquelle elle incarne le premier rôle féminin, se fait remarquer lors de festivals du cinéma indépendant,. Elle figure ensuite dans la distribution principale de la série télévisée historique Vikings de 2013 à 2015.  
En 2014, elle porte le téléfilm de Noël, L'ange gardien de Noël avec Sergio Di Zio. Cette comédie romantique réalise de bonnes audiences lors de sa première diffusion. 
Entre 2017 et 2018, elle intervient, de manière récurrente, dans les deux dernières saisons de la série télévisée Scandal donnant la réplique à Kerry Washington, en remplacement de l'actrice Joelle Carter, engagée sur une autre série, Chicago Justice.

### Vie privée
Jessalyn Gilsig est de confession juive. Elle s'est mariée avec le producteur de film Bobby Salomon, qu'elle connaissait depuis le lycée, dans les traditions de mariages juifs. Le couple divorce en 2010, pour différends irréconciliables. Ils ont eu une fille, Penelope, née le 26 septembre 2006.

## Filmographie

### Cinéma

#### Courts métrages
- 1984 : Mascarade de Co Hoedeman : rôle non communiqué (voix)
- 1989 : The Journey Home de Marc F. Voizard : rôle non communiqué (voix)
- 2010 : Prenatal Pole Dacing DVD de Lauren Palmigiano : Meeghan

#### Longs métrages
- 1989 : Jacknife de David Hugh Jones : His Girlfriend
- 1998 : Excalibur, l'épée magique (Quest for Camelot) de Frederik Du Chau : Kayley (voix)
- 1998 : L'Homme qui murmurait à l'oreille des chevaux (The Horse Whisperer) de Robert Redford : Lucy
- 2004 : Chicks with Sticks de Kari Skogland : Paula Taymore
- 2004 : See This Movie de David M. Rosenthal : Annie Nicole
- 2007 : La Grande Inondation (Flood) de Tony Mitchell : Samantha Morrisson
- 2008 : Le Bal de l'horreur de Nelson McCormick : Tante Karen Turner
- 2009 : Le Beau-père de Nelson McCormick : Julie King
- 2011 : About Fifty de Thomas Johnston : Jessica
- 2013 : Somewhere Slow de Jeremy O'Keefe : Anna Thompson -également productrice-

### Télévision

#### Séries télévisées
- 1991-1992 : Robin des Bois Junior : Gertude de Griswald (voix, 26 épisodes)
- 1992 : Gulliver's Travels : Folia (voix)
- 1998 : Faits l'un pour l'autre : Paul (1 épisode)
- 1998 : Viper : Alyssa (1 épisode)
- 1999 : Sept jours pour agir : Carla Boyles (1 épisode)
- 1999 : The Sentinel : RJ Shannon (1 épisode)
- 1999 : The Practice : ADA Jennifer (2 épisodes)
- 2000 : Snoops (en) : Suzanne Shivers (2 épisodes)
- 2000-2002 : Boston Public : Lauren Davis (rôle principal, saisons 1 et 2 - 44 épisodes)
- 2002 : Haunted : Elise Martin (1 épisode)
- 2003 : FBI : Portés disparus : Whitney Ridder (1 épisode)
- 2003-2008 : Nip/Tuck : Gina Russo (rôle récurrent - 17 épisodes)
- 2004 : New York Police Blues : Détective Kelly Ronson (saison 11, 5 épisodes)
- 2005 : Prison Break : Lisa Rix (saison 1, 5 épisodes)
- 2006 : New York, police judiciaire : Angela Burquette (1 épisode)
- 2006-2008 : Heroes : Meredith Gordon (rôle récurrent - 11 épisodes)
- 2007-2008 : Friday Night Lights : Shelley Hayes (saison 2, 6 épisodes)
- 2008 : Les Experts : Manhattan : Jordan Gates (saison 4, 3 épisodes)
- 2008 : XIII : La Conspiration : Kim Rowland (saison 1, 2 épisodes)
- 2008-2009 : Imaginary Bitches : Jessaylyn (saison 1, 3 épisodes)
- 2009-2015 : Glee : Terri Schuester / Terri Del Monico (rôle récurrent - 47 épisodes)
- 2012 : La Loi selon Harry : Brianna Marsh (1 épisode)
- 2013 : The Good Wife : Jaine Ludwig (1 épisode)
- 2013-2015 : Vikings : Siggy (rôle principal, saison 1 à 3 - 24 épisodes)
- 2017-2018 : Scandal : Vanessa Moss (4 épisodes)
- 2021-    : Big Shot : Hollie Barrett

#### Téléfilms
- 1999 : Destins de femmes de Susan Seidelman : Callie
- 2005 : Fathers and Sons de Rodrigo García, Jared Rappaport et Rob Spera : Dianne
- 2007 : Danger en altitude de George Mendeluk : Dr Carolyn Ross
- 2007 : Backyards & Bullets de Charles McDougall : Eileen
- 2008 : The Apostles de David McNally : Christine Rydell
- 2012 : La Guerre des cookies de Robert Iscove : Julie Sterling
- 2014 : L'Ange gardien de Noël de Alan Goluboff : Corinne Stockton
- 2015 : Evil Men de Gary Fleder : Adela
- 2018 : Séducteur et... tueur de Max McGuire : Samantha

## Voix francophones
En France, Rafaèle Moutier est la voix régulière de Jessalyn Gilsig.

## Distinctions

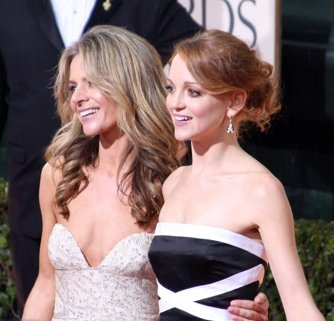
Jessalyn Gilsig et sa partenaire Jayma Mays dans la série Glee lors des Golden Globes 2010.

Sauf indication contraire ou complémentaire, les informations mentionnées dans cette section proviennent de la base de données IMDb.

### Récompenses
- 16e cérémonie des Screen Actors Guild Awards 2010 : meilleure distribution pour une série télévisée comique dans Glee
- Brooklyn Film Festival 2013 : Festival Award du Meilleur film pour Somewhere Slow

### Nominations
- Shanghai International TV Festival 2008 : Meilleure actrice dans un téléfilm pour Flood
- Daytime Emmy Awards 2009 : Daytime Emmy Award des meilleures nouvelles approches (programme de divertissement diffusé en journée) pour Imaginary Bitches
- Gold Derby Awards 2010 : Meilleure distribution de l'année pour Glee
- Teen Choice Awards 2010 : Communauté de fans la plus fanatique pour Glee
- Golden Maple Awards 2015 : Meilleure actrice dans une série télévisée diffusée aux États-Unis pour Vikings